# Mo Huilan
Mo Huilan (莫慧蘭T, 莫慧兰S, Mò HuìlánP; Guilin, 19 luglio 1979) è un'ex ginnasta cinese.
Campionessa del mondo alla trave ai Mondiali di Sabae nel 1995, è considerata una delle ginnaste cinesi più forti di sempre, ed era conosciuta per l'alta difficoltà e qualità tecnica dei suoi esercizi ma anche per la discontinuità che la portò anche a commettere errori in momenti critici.
Alle parallele, una release (salto raccolto avanti sopra la sbarra alta) prende il suo nome.

## Carriera sportiva

### Inizi e carriera da junior
La Mo cominciò a fare ginnastica nel 1985 nel suo paese natale di Guilin. Venne invitata a Pechino nel 1990 per prendere parte a una verifica nazionale che avrebbe poi deciso quali atlete sarebbero potute accedere alla sede degli allenamenti della squadra nazionale.
All'inizio Huilan non fu scelta, ma chiese ai suoi allenatori di farla rimanere a Pechino con sua sorella gemella, Mo Huifang, anche lei una ginnasta, che era stata selezionata per la squadra, ma che dopo un infortunio ritornò a casa. Al contrario, la Mo migliorò sempre di più.
I suoi inizi da ginnasta élite furono modesti. Nel 1993, alla Cottbus Cup, si piazzò sesta individualmente, ma vinse tre ori e un bronzo ai Giochi del Pacifico nello stesso anno.

### Mondiali '94 e '95
Passò alla categoria delle ginnaste senior l'anno seguente e i risultati furono molto migliori.
Ai Giochi Asiatici, vinse quasi tutte le medaglie d'oro del torneo, eccetto quella nell'all-around, dove fu bronzo.
Quell'anno, i Mondiali si svolsero separatamente: a Dortmund, Germania si svolse la fase a squadre della gara dove la squadra cinese, della quale Huilan faceva parte, si piazzò quarta.
A Brisbane, Australia, si svolse la parte individuale della gara, dove la Mo, di nuovo, non vinse medaglie, ma alle parallele eseguì per la prima volta il difficile Mo Salto, che prese il suo nome nel codice dei punti dell'artistica femminile, dal momento che nell'artistica maschile anni prima era stato portato in gara per la prima volta da Mitch Gaylord. Il suo esercizio al corpo libero, la cui musica d'accompagnamento fu The Typewriter Song di Leroy Anderson  fu apprezzato dal pubblico.
Ai Mondiali dell'anno seguente a Sabae, in Giappone, Huilan si presentò con difficoltà più alte su tutti gli attrezzi, e aiutò la squadra cinese a vincere l'argento.
Si qualificò al primo posto per la finale generale e per tutte le finali ad attrezzo, ma cadde dalla trave durante l'all-around (sesto posto) e si piazzò quarta al volteggio e al corpo libero.
Allo stesso tempo però vinse l'oro alla trave e ottenne l'argento alle parallele a pari merito con Lilija Podkopajeva.

### Olimpiadi di Atlanta, 1996
Alle Olimpiadi di Atlanta, la Mo finì quarta con la sua squadra e sesta al corpo libero.
Durante l'all-around, un esercizio alla trave sporcato in uscita le costò punti, e ancora più cara fu un'uscita dalla pedana dal corpo libero durante l'ultima rotazione.
Dopo la terza rotazione era infatti al primo posto a pari merito con la russa Dina Kotchetkova. Dato il pari merito per il bronzo tra Simona Amânar e Lavinia Miloșovici, finì proprio ai piedi del podio, al quinto posto. La Mo vinse un argento al volteggio.
Nel 1997 Huilan apparve sottotono, e pur avendo aiutato la squadra cinese a vincere un bronzo a squadre ai Mondiali, si ritirò alla fine di quell'anno.
Si disse che il motivo per il suo ritiro fosse l'intensa competitività all'interno della squadra nazionale. Nel 2005, la Mo commentò la sua carriera dicendo di non avere rimpianti riguardanti essa.

## Vita personale
Non si conosce il giorno in cui la Mo compie gli anni: è stato detto che fosse nata l'11 luglio, su altri siti la data è 7 novembre.
Dopo il ritiro dall'attività agonistica frequentò l'università e si laureò in giornalismo. Oggi lavora come reporter, commentatrice e modella per la linea sportiva Li Ning.
Interpretò l'ex compagna di squadra Sang Lan (paralizzata nel riscaldamento della finale al volteggio dei Goodwill Games nel 1998) in una fiction di 20 puntate. La Sang raccomandó Huilan personalmente ai produttori, dopo aver rifiutato l'offerta di interpretare sé stessa nel programma.
Condusse un paio di programmi tv dedicati allo sport ed è ancora oggi una delle figure sportive più amate in Cina, anche se cercò di ottenere una Visa per recarsi a studiare ed allenare in Canada.
Ha avuto un figlio ad agosto 2014 ed è sposata.